# Nílson Esidio
Nílson Esidio Mora (São Paulo, 19 de noviembre de 1965) es un exfutbolista brasileño. Se desempeñaba en la posición de delantero. Es primo del también exfutbolista Eduardo Esidio.

## Trayectoria
Debutó como profesional en 1983 en el Sertãozinho, da Paraíba, club del interior del estado de São Paulo. En 1988 dio el salto al Internacional de Porto Alegre, en donde estuvo dos exitosos años (donde se ubicó en la tabla de máximos goleadores del Campeonato Paulista de 1988 y máximo goleador del Brasileirao), anotando también los dos goles de la remontada en el llamado Gre-nal do Século, semifinal. final del campeonato celebrada el 12 de septiembre de 1989. Sólo tres meses después, durante la semifinal de la Copa Libertadores de 1989, falló dos penales (uno en el tiempo reglamentario y otro en la tanda de penales ) ante Olimpia de Asunción , participando así en la derrota de su equipo por 5-3.
Tras los cuales recibió sondeos de la liga italiana. Especialmente de equipos como la Fiorentina, Napoli, Udinese y US Lecce. 
Fue cedido al Celta de Vigo de la liga española de fútbol, jugó poco (también por una intoxicación alimentaria) y regresó a Porto Alegre , esta vez del lado del Grêmio . Participó en el descenso del club a la Série B que se produjo al final del Campeonato Brasileiro Série A de 1991.
De regreso al estado Paulista en 1992 , Nílson se recuperó jugando para Portuguesa y Corinthians . Siguiendo de gira de equipo en equipo, jugó en las plantillas de Flamengo , Fluminense , Vasco , Atlético-PR y Palmeiras , regresó a España ( Albacete y Real Valladolid ), también jugó en México y Perú.
Esidio se retiró finalmente del fútbol en activo en el año 2005 jugando para el Nacional-SP.

## Selección nacional
Fue internacional con la Selección Brasileña Sub-20 que tomó parte del Campeonato Sudamericano realizado en Paraguay en el año 1985. Posteriormente, Nilson integra la selección principal, disputando 4 amistosos oficiales entre 1989 y 1992.

## Estadísticas

### Clubes
| Club                      | País                | Año                 | Partidos | Goles |
| ------------------------- | ------------------- | ------------------- | -------- | ----- |
| Ponte Preta               | Brasil              | 1986 - 1987         | 20       | 25    |
| Internacional             | Brasil              | 1987 - 1989         | 49       | 26    |
| Grêmio                    | Brasil              | 1990 - 1991         | 72       | 38    |
| Celta de Vigo             | España              | 1991                | 18       | 7     |
| Portuguesa                | Brasil              | 1992                | 27       | 12    |
| Corinthians               | Brasil              | 1992                | 33       | 14    |
| Flamengo                  | Brasil              | 1993                | 28       | 20    |
| Fluminense                | Brasil              | 1993                | 9        | 8     |
| Albacete Balompié         | España              | 1994                | 25       | 8     |
| Real Valladolid           | España              | 1994 - 1995         | 24       | 7     |
| Palmeiras                 | Brasil              | 1995                | 14       | 6     |
| Vasco da Gama             | Brasil              | 1996                | 23       | 5     |
| Tigres UANL               | México              | 1996 - 1997         | 20       | 24    |
| Atlético Paranaense       | Brasil              | 1997                | 16       | 3     |
| Sporting Cristal          | Perú                | 1998                | 37       | 27    |
| Atlético Mineiro          | Brasil              | 1999                | 8        | 2     |
| Santo André               | Brasil              | 1999 - 2000         | 45       | 20    |
| Universitario de Deportes | Perú                | 2000                | 7        | 0     |
| Santa Cruz                | Brasil              | 2001                | 10       | 8     |
| Rio Branco                | Brasil              | 2001                | 7        | 1     |
| Portuguesa                | Brasil              | 2002                | 6        | 3     |
| Al-Nasr                   | EAU                 | 2002                | 19       | 7     |
| Flamengo                  | Brasil              | 2003                | 5        | 2     |
| Nacional S-P              | Brasil              | 2004                | 15       | 6     |
| Total en su carrera       | Total en su carrera | Total en su carrera | 538      | 279   |

### Goles en la Copa Libertadores
| Resultados       | Resultados | Resultados | Resultados      | Lugar          | Estadio                           | Fecha                 | Temporada | Gol(es) |
| ---------------- | ---------- | ---------- | --------------- | -------------- | --------------------------------- | --------------------- | --------- | ------- |
| Internacional    | 6          | 2          | Peñarol         | Porto Alegre   | Estadio Beira-Rio                 | 5 de abril de 1989    | 1989      | 1 gol   |
| Internacional    | 2          | 1          | Peñarol         | Montevideo     | Estadio Centenario                | 11 de abril de 1989   | 1989      | 1 gol   |
| Grêmio           | 2          | 0          | Vasco da Gama   | Porto Alegre   | Estadio Olímpico Monumental       | 14 de marzo de 1990   | 1990      | 1 gol   |
| Grêmio           | 2          | 2          | Olimpia         | Porto Alegre   | Estadio Olímpico Monumental       | 24 de abril de 1990   | 1990      | 1 gol   |
| Flamengo         | 1          | 2          | América de Cali | Cali           | Estadio Olímpico Pascual Guerrero | 16 de febrero de 1993 | 1993      | 1 gol   |
| Flamengo         | 3          | 1          | América de Cali | Río de Janeiro | Estadio de Maracaná               | 2 de marzo de 1993    | 1993      | 1 gol   |
| Flamengo         | 8          | 2          | Minervén        | Río de Janeiro | Estadio de Maracaná               | 7 de abril de 1993    | 1993      | 2 goles |
| Sporting Cristal | 3          | 2          | Alianza Lima    | Lima           | Estadio Nacional                  | 25 de marzo de 1998   | 1998      | 1 gol   |
| Sporting Cristal | 1          | 3          | River Plate     | Buenos Aires   | Estadio Monumental                | 1 de abril de 1998    | 1998      | 1 gol   |

## Palmarés
Grêmio
- Campeonato Gaúcho 1990
- Supercopa de Brasil: 1990

Sporting Cristal
- Torneo Clausura 1998

### Distinciones individuales
| Distinción                               | Año  |
| ---------------------------------------- | ---- |
| Bola de Plata                            | 1988 |
| Goleador de la Primera División del Perú | 1998 |
| Futbolista del año en el Perú            | 1998 |